# Quercus invaginata
Quercus invaginata — вид рослин з родини букових (Fagaceae), зростає на північному сході Мексики.

## Опис
Це кущ або дерево 1–3(9) метрів заввишки. Кора сіра, луската або борозниста. Гілочки зі щільним запушенням. Листки опадні, шкірясті, шорсткі, еліптичні, зворотно-яйцюваті або довгасті, 2–5 × 1–3 см; основа майже серцеподібна, рідко тупа; верхівка тупа або округла; край хвилястий, злегка загнутий, зубчастий, рідко цілий; верх тьмяно-зелений, з рідкісними волосками; низ блідіший зі щільним запушенням; ніжка запушена, 2–4 мм. Період цвітіння: травень або червень. Чоловічі сережки завдовжки 2–3 см, з численними квітками. Жіночі суцвіття завдовжки 5–10 мм, з 2–3 квітками. Жолуді поодинокі або 2–3 разом на дуже короткій ніжці, еліпсоїдні, завдовжки 10–15 мм, у діаметрі 10 мм; чашечка у діаметрі 20 мм вкриває від 1/3 до 1/2 горіха; дозрівають першого року у жовтні.

## Середовище проживання
Зростає на північному сході Мексики (Коауїла, Нуево-Леон). Це важливий компонент у гірських чагарниках, а також в сосново-дубових і дубових лісах; росте на висотах від 1600 до 2200 метрів.